# Parafia św. Katarzyny Aleksandryjskiej w Stężycy
Parafia św. Katarzyny Aleksandryjskiej w Stężycy – rzymskokatolicka parafia w Stężycy. Należy do dekanatu stężyckiego diecezji pelplińskiej. Erygowana w XIII wieku.
Parafia obchodzi również odpust św. Jana Nepomucena oraz św. Jana Chrzciciela. Jej proboszczem jest ks. Piotr Lipkowski.

## Zasięg parafii
Do parafii należą wierni z miejscowości: Chróstowo, Czarlino, Czysta Woda, Delowo, Dubowo, Gapowo, Gostomie, Kucborowo, Malbork, Niesiołowice, Pażęce, Pustka, Rzepiska, Stężycka Huta, Szczukowo, Śnice, Zdrębowo, Zgorzałe, Żuromino.

## Proboszczowie
- ks. Konrad Lubiński (1958–1996)
- ks. Bogdan Lipski (1996–2023)
- ks. Piotr Lipkowski (od 2023)